# خطوط حمراء (مسلسل)
خطوط حمراء مسلسل تلفزيوني مصري عرض في رمضان 1433هـ/2012م.

## قصة المسلسل
تدور أحداث المسلسل حول ضابط شرطة متمسك بالحق ويحارب من أجله حتى يقوم أحد أعدائه بالانتقام منه بذبح زوجته وتلفيق قضية رشوة حتى يسجن ظلم ويخرج من السجن ويتحول أسلوب حياته ويعمل مع أعدائه مقررا الإنتقام من أجل زوجته.

## الممثلون
| - أحمد السقا: حسام الهلالي - رانيا يوسف: حكمت زوجة دياب - محمد إمام: محمد الهلالي أخو حسام - أروى جودة: ايمان زوجة معتز زميل حسام - حجاج عبد العظيم: منير أخو معتز - يسرا اللوزي: سلمي زوجة حسام القتيلة - أشرف زكي: عم حكمت - عبد الله مشرف: - دارين حمزة: سكرتيرة تاجر السلاح الأجنبي - مجدي بدر: لعله زميل حسام بالسجن - أحلام الجريتلي: والدة سلمي - شريف عمر: زوج شاهندة وأخو سلمي - رحاب الجمل: الراقصة لولا زوجة أخو إيمان - عبير منير: والدة ايمان - محمد أبو الوفا: أخو منصور البطاش - أحمد دياب: اللواء هاني حما محمد الهلالي - أحمد عصام: دولار زميل حسام بالسجن - شيماء عباس: دور اعتدال بنت منصور البطاش - محمد العمروسي: حامد الضابط الذي شهد زور ضد أحمد السقا - محمد نصر: ضابط شرطة - أحمد الحلواني: خرطوشة حرامي - أحمد عصام | - أحمد رزق: طاهر المسطيهي - منذر رياحنة: دياب بن منصور البطاش - دينا فؤاد: شاهيندا الهلالي أخت حسام - فادية عبد الغني: والدة حسام ومحمد وشاهيندا - عبد العزيز مخيون: منصور البطاش الكبير - أحمد فهمي: الضابط معتز زميل حسام - جمال إسماعيل: والد معتز - فؤاد شرف الدين: - كريم أبو زيد: كامل أخو طاهر - محمود غريب: وهدان خادم دياب منصور - حمدي هيكل: جابر منصور البطاش أخو دياب - إيناس عز الدين: بنت منصور البطاش - رباب ممتاز: زوجة جابر البطاش - سيد صادق: والد سلمي - كمال سليمان: لواء بالداخلية - مي القاضي: ريهام زوجة محمد الهلالي - وفاء الشرقاوى: اعتماد بنت منصور البطاش - عزت بدران: مدير السجن الذي سجن به حسام - إسلام أحمد حسين: محمد البطاش - جمال يوسف: ابن عم دياب منصور البطاش - دعاء مصطفي رجب: هانم زوجة طاهر |

بالإضافة إلي: عمرو أحمد - محمد الجوهري - فلك نور - وحيد السنباطي - نوال سمير - كريم عبد الجواد - خالد حجاج عبد العظيم - - يوسف المصري - تيمور تيمور - إيمان الشريف - عبير مكاوي - رشا زهران - مي صالح - سيد حسين - حازم فؤاد - محمد فرغلي - عمر مظهر أبو النجا - طلعت الشريف - إحسان ترك - حسن هاني إسماعيل - عيد أبو الحمد - محمد عنتر - يسرية السيد - محمد عطية -
الأطفال:
- منة حسام: ملك إبنة معتز
- إبراهيم المصري: حسام إبن شاهندا

## فريق العمل
- مصممة الأزياء: منى الزرقاني
- مهندسة الصوت: عبير عبد الحليم
- مهندس الديكور: سامر الجمل
- منسق مناظر: عباس صابر - هاني جمال
- المصورون: سامي الأمير - تيمور تيمور - أحمد يعقوب
- مصمم فستان فرح شاهيندا-المصمم/ هاني البحيري
- مخرج مساعد: عماد الجزاوي  مخرج منفذ:محمد محمود